# Siân Berry
Siân Berry est une femme politique britannique née le 9 juillet 1974 à Cheltenham. Membre du Parti vert, elle en est l'une des porte-paroles de 2006 à 2007. Elle est élue députée en 2024.

## Carrière
Elle s'est présentée à deux reprises comme candidate des Verts à la mairie de Londres. En 2008, elle se classe quatrième avec 3,2 % des premiers choix, puis en 2016, elle se classe troisième, devant la candidate libérale-démocrate, avec 5,8 % des premiers choix. Cette même année, elle fait partie des deux candidats verts élus à l'Assemblée de Londres. Elle est également membre du conseil de borough de Camden depuis 2014.
Siân Berry est aussi une militante active pour des transports plus écologiques. Elle a co-fondé l'organisation Alliance Against Urban 4x4s en 2003 et travaillé pour l'association Campaign for Better Transport de 2011 à 2015.